# Ciencia en la Antigua Grecia

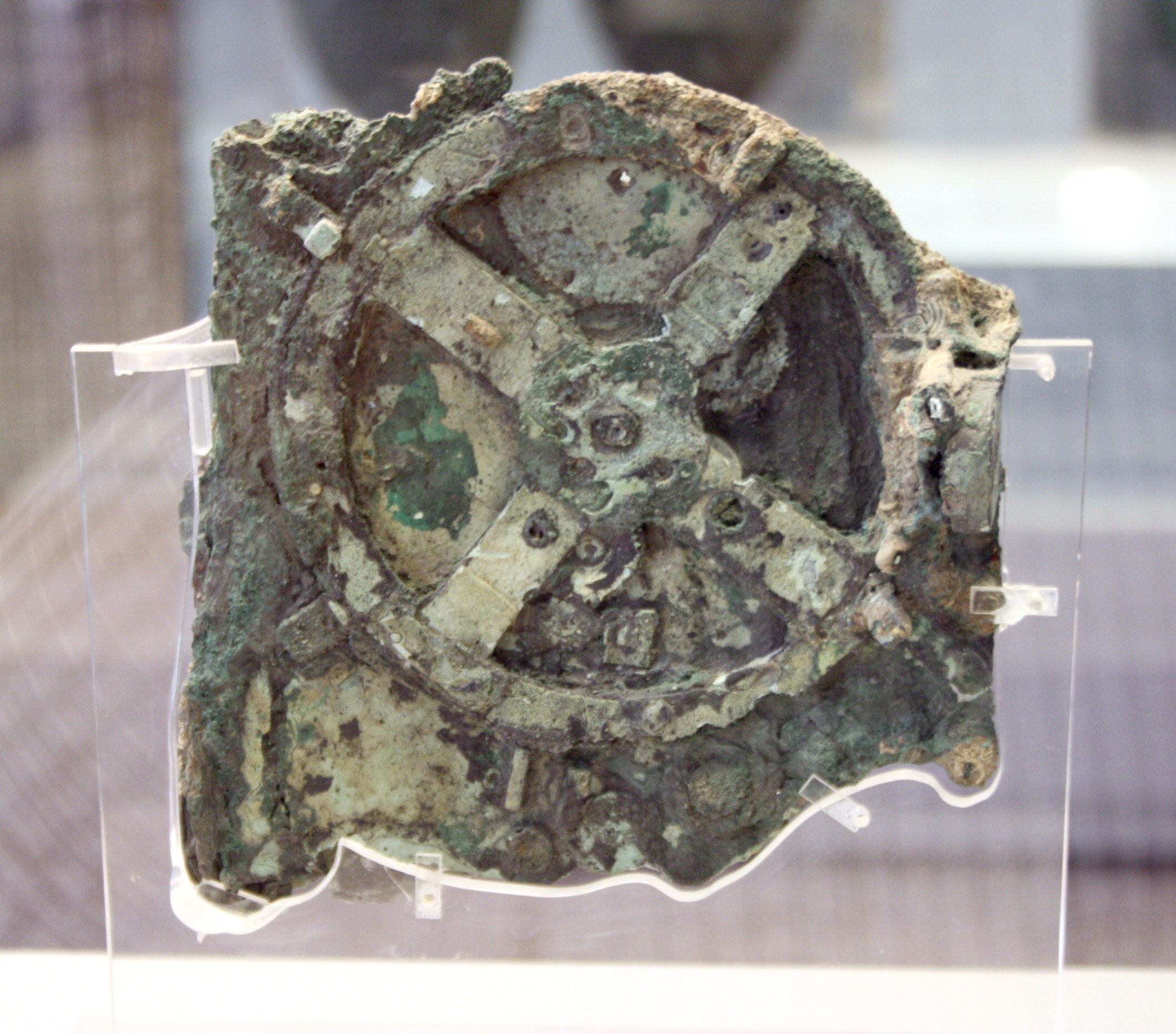
La máquina de Anticitera, considerada la primera computadora analógica de la antigüedad, fue hallado en el Mar Egeo y data de los siglos ó. Se presume que tenía funciones para predecir posiciones astronómicas, los eclipses, con propósitos también calendáricos.

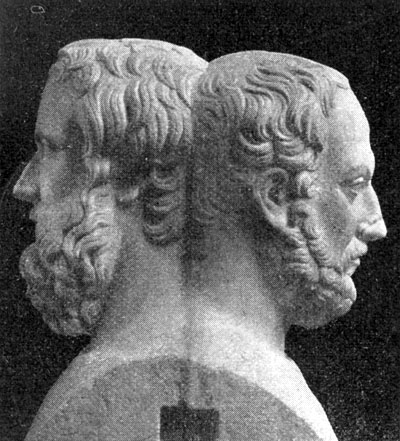
Herma doble de Heródoto y Tucídides, los fundadores de la historiografía griega, y de otras ciencias sociales, como la geografía y la etnografía.

La ciencia en la Antigua Grecia sentó las bases de la ciencia moderna.
La matemática de los griegos, que es la base de todo conocimiento científico, fue cultivada por la escuela filosófica que acaudillaba Pitágoras. Destacándose tanto en geometría (recuérdese el famoso teorema de Pitágoras que permite resolver los triángulos rectángulos) como en aritmética, los números y las líneas ocuparon un lugar muy importante en sus especulaciones.
Antes del surgimiento de la medicina como ciencia, los griegos consideraban las enfermedades como un castigo de los dioses. El dios griego de la medicina era Asclepio y Apolo, y en sus templos la gente enferma les ofrecía sacrificios, pasando allí la noche con la esperanza de que al amanecer ya se hubiesen curado.
Muchas de las sustancias que usaban los antiguos egipcios en su farmacopea, fueron exportadas a Grecia y su influencia aumentó tras el establecimiento de una escuela de medicina griega en Alejandría, ciudad fundada por Alejandro Magno en Egipto tras liberarlos de Persia.
Hipócrates, el «padre de la Medicina», estableció su propia escuela de medicina en Cos y creó la Medicina Hipocrática. Una de las características de la medicina hipocrática es la teoría de los cuatro humores, que está relacionada con la teoría de los cuatro elementos (propuesta por Empédocles). También, Hipócrates y algunos contemporáneos acordaron que las enfermedades se encontraban en la sangre, por lo que empezó la práctica de extraer un poco de sangre de los brazos de los pacientes, pero en la mayoría de los casos se les recetaban diferentes hierbas. En todos los casos Hipócrates hablaba de los beneficios del agua (hidroterapia) y de las plantas.
La astronomía fue estudiada por los griegos desde tiempos antiguos. Ésta se suele dividir en dos períodos: Grecia Clásica y Helenística. Recibió importantes influencias de otras civilizaciones de la Antigüedad, y las que ejercieron mayor influencia fueron las provenientes de India y Babilonia. Durante la época helenística y el Imperio romano, muchos astrónomos trabajaron en el estudio de las tradiciones astronómicas clásicas, en la Biblioteca de Alejandría y en el Museion. Los calendarios de los antiguos griegos estaban basados en los ciclos lunares y solares. El calendario helénico incorporó esos ciclos, Un calendario lunisolar basado en ambos ciclos es difícil de aplicar, por lo que muchos astrónomos se dedicaron a la elaboración de un calendario basado en los eclipses.
Los antiguos griegos fueron los creadores de la lógica deductiva y el método axiomático, pero consideraban innecesaria e incluso degradante la comprobación experimental de las conclusiones. Incluso consideraban degradante para el filósofo de la época sugerir que las conclusiones obtenidas en un proceso mental lógico necesitaban ser confirmadas por la comprobación experimental. Esta manera de ver las cosas no variaría sustancialmente hasta mediados del siglo XVII, cuando gracias a figuras como Francis Bacon y René Descartes, los fundamentos experimentales, que son la base de la ciencia, llegan a ser filosóficamente respetables.

## Por ciencia

### Física

#### Física Especulativa
1. Lugares naturales: cada uno de los cuatro elementos querría estar en una posición distinta relativa al centro de la Tierra, que también es el centro del universo. La tierra y el agua son graves y descienden, el fuego y el aire son livianos y ascienden.
2. Relación entre la velocidad y la densidad: la velocidad es inversamente proporcional a la densidad del medio.
3. Gravedad/levedad: para lograr esta posición, los objetos sienten una fuerza hacia arriba o hacia abajo.
4. Movimiento rectilíneo: un movimiento como respuesta a esta fuerza es en una línea recta a una velocidad constante.
5. Movimiento circular: los planetas se mueven en un movimiento circular perfecto.
6. El tiempo: el ahora, el antes y el después relacionado con el movimiento y el espacio.
7. Negación del vacío: el movimiento en un vacío es infinitamente rápido.
8. El éter: todos los puntos del espacio están llenos con materia.
9. Teoría del continuo: si existieran los átomos esféricos habría un vacío entre ellos, por lo que la materia no puede ser atómica.
10. Quintaesencia: los objetos por encima del mundo sublunar no están formados de materia terrenal.
11. Cosmos incorruptible y eterno: el Sol y los planetas son esferas perfectas, y no cambian.
12. Motor inmóvil: causa primera del movimiento de la primera esfera celeste y todo el universo.

#### Física Práctica

Eolípila.

El uso de el vapor en la Antigua Grecia como base de máquinas simples funcionales, es un hecho bien conocido. Es el caso de la Eolipila que era utilizada en el siglo I por el ingeniero griego Herón de Alejandría.

### Matemática
La matemática griega, o matemática helénica, es la matemática escrita en griego desde el 600 a. C. hasta el 300 d. C. Los matemáticos griegos vivían en ciudades dispersas a lo largo del Mediterráneo Oriental, desde Italia hasta el Norte de África, pero estaban unidas por un lenguaje y una cultura comunes. Las matemáticas griegas del periodo siguiente a Alejandro Magno se llaman en ocasiones matemáticas helenísticas.
Las matemáticas griegas eran más sofisticadas que las matemáticas que habían desarrollado las culturas anteriores. Todos los registros que quedan de las matemáticas pre-helenísticas muestran el uso del razonamiento inductivo, esto es, repetidas observaciones usadas para establecer reglas generales. Los matemáticos griegos, por el contrario, usaban el razonamiento deductivo. Los griegos usaron la lógica para deducir conclusiones, o teoremas, a partir de definiciones y axiomas. La idea de las matemáticas como un entramado de teoremas sustentados en axiomas está explícita en los Elementos de Euclides (hacia el 300 a. C.).
Se cree que las matemáticas griegas comenzaron con Tales (hacia 624 a. C. - 546 a. C.) y Pitágoras (hacia 582 a. C. - 507 a. C.). Aunque el alcance de su influencia puede ser discutido, fueron inspiradas probablemente por las matemáticas egipcias, mesopotámicas e indias. Según la leyenda, Pitágoras viajó a Egipto para aprender matemáticas, geometría y astronomía de los sacerdotes egipcios.
Tales usó la geometría para resolver problemas tales como el cálculo de la altura de las pirámides y la distancia de los barcos desde la orilla. Se atribuye a Pitágoras la primera demostración del teorema que lleva su nombre, aunque el enunciado del teorema tiene una larga historia. En su comentario sobre Euclides, Proclo afirma que Pitágoras expresó el teorema que lleva su nombre y construyó ternas pitagóricas algebraicamente antes que de forma geométrica. La Academia de Platón tenía como lema "Que no pase nadie que no sepa Geometría".
Los Pitagóricos probaron la existencia de números irracionales. Eudoxio (408 al 355 a. C.) desarrolló el método exhaustivo, un precursor de la moderna integración. Aristóteles (384 al 322 a. C.) fue el primero en dar por escrito las leyes de la lógica. Euclides (hacia el 300 a. C.) dio el ejemplo más temprano de la metodología matemática usada hoy día, con definiciones, axiomas, teoremas y demostraciones. Euclides también estudió las cónicas. En su libro Elementos recoge toda la matemática de la época. En los Elementos se abordan todos los problemas fundamentales de la matemática, aunque siempre bajo un lenguaje geométrico. Además de problemas geométricos, también trata problemas aritméticos, algebraicos y de análisis matemático. Además de los teoremas familiares sobre geometría, tales como el Teorema de Pitágoras, los Elementos incluyen una demostración de que la raíz cuadrada de dos es un número irracional y otra sobre la infinitud de los números primos. La Criba de Eratóstenes (hacia 230 a. C.) fue usada para el descubrimiento de números primos.
Arquímedes de Siracusa (hacia 287-212 a. C.) usó el método exhaustivo para calcular el área bajo un arco de parábola con ayuda de la suma de una serie infinita y dio una aproximación notablemente exacta de pi. También estudió la espiral, dándole su nombre, fórmulas para el volumen de superficies de revolución y un ingenioso sistema para la expresión de números muy grandes.

### Medicina
La medicina griega es la medicina desarrollada en la Antigua Grecia. Probablemente basada en la medicina egipcia, se remonta a la época homérica, aunque verdaderamente no se desarrolló hasta el siglo V a. C. con Hipócrates.
La Ilíada cita como médicos a los guerreros aqueos Macaón y Podalirio, dos hijos de Asclepio, dios de la medicina, así como al dios Peán, médico de los dioses. El primero se encargó, sobre todo, de curar a Menelao, herido por una flecha. Comenzó por examinar (griego antiguo ἰδεῖν/ideĩn, literalmente «ver») al enfermo y después de retirar la flecha, desvistió al herido, succionó la sangre de la herida y le aplicó medicamentos(φάρμακα/phármaka); los cuales no se precisan, excepto que le fueron ofrecidos por el centauro Quirón a Asclepio, quien se los entregó a Macaón.
La medicina era ya reconocida como un arte en parte: «Un médico, por sí mismo, vale como muchos panes», declara Idomeneo a propósito de Macaón, fórmula que se convertiría en proverbial. La Ilíada, que concede más importancia a Macaón que a Podalirio. Los comentaristas antiguos sugirieron que Homero veía a Macaón como un cirujano y a su hermano como un simple médico: su nombre provendría de (μάχαιρα/mákhaira), «cuchillo». El propio dios Peán curó a Hades, herido por una flecha disparada por Heracles: esparció medicamentos (pharmaka) sobre la herida, especificando que eran analgésicos.

## Por período

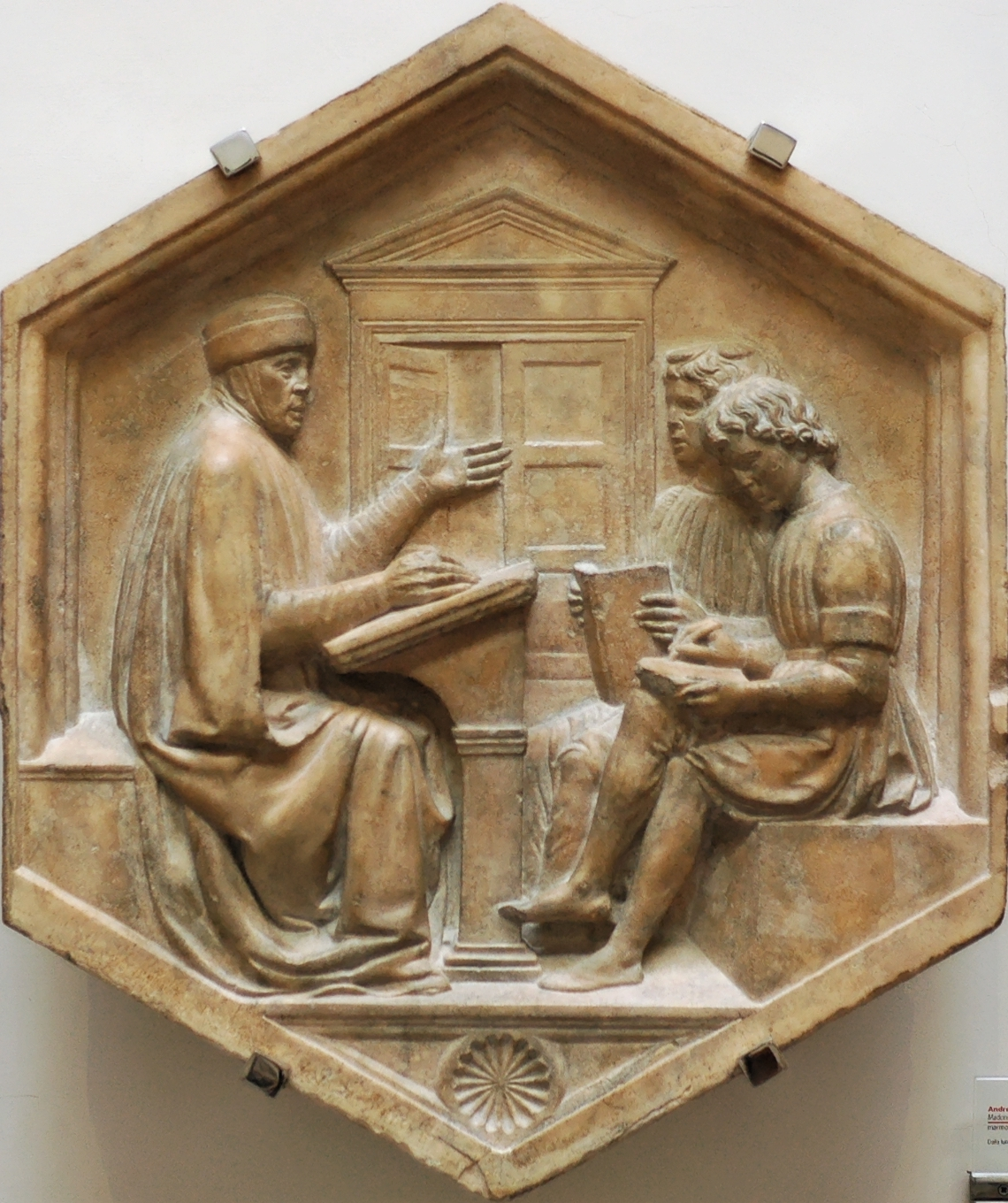
Representación moderna de Prisciano (gramático latino de la Antigüedad tardía) impartiendo clases de esa ciencia. Fue muy alto el prestigio que adquirieron los gramáticos griegos en Roma desde finales del periodo republicano. En la India del realizó su obra el gramático sánscrito Panini.

### Período presocrático
Para el epistemólogo Geoffrey Ernest Richard Lloyd, el método científico hace su aparición en la Grecia del siglo VII a. C. Así Aristóteles fue uno de los primeros sabios en elaborar demostraciones científicas. Sin embargo, los filósofos denominados presocráticos fueron los primeros en preguntarse sobre los fenómenos naturales, por lo que fueron llamados φυσιολογοι (physiologoi, "fisiólogos") por Aristóteles, porque tenían un discurso racional sobre la naturaleza, investigaban sobre las causas naturales de los fenómenos, que llegaron a ser los primeros objetos del método.
Tales de Mileto (ca. 625-547 a. C.) y Pitágoras (ca. 570-480 a. C.) contribuyeron principalmente al nacimiento de algunas de las primeras ciencias, como las matemáticas, la geometría teorema de Pitágoras, la astronomía o incluso la música.
Sus primeras investigaciones están marcada por la voluntad de imputar la constitución del mundo (o κόσμος, cosmos) a un principio natural único (el fuego para Heráclito por ejemplo) o divino (para Anaximandro). Los presocráticos introducen los principios constitutivos de los fenómenos, los αρχή (arqué).

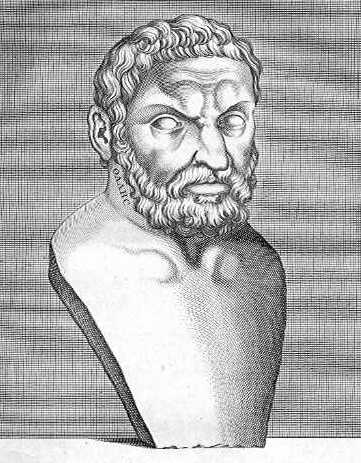
Tales de Mileto
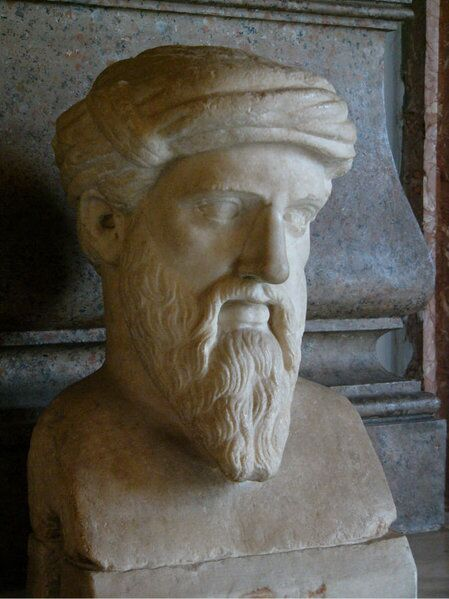
Pitágoras
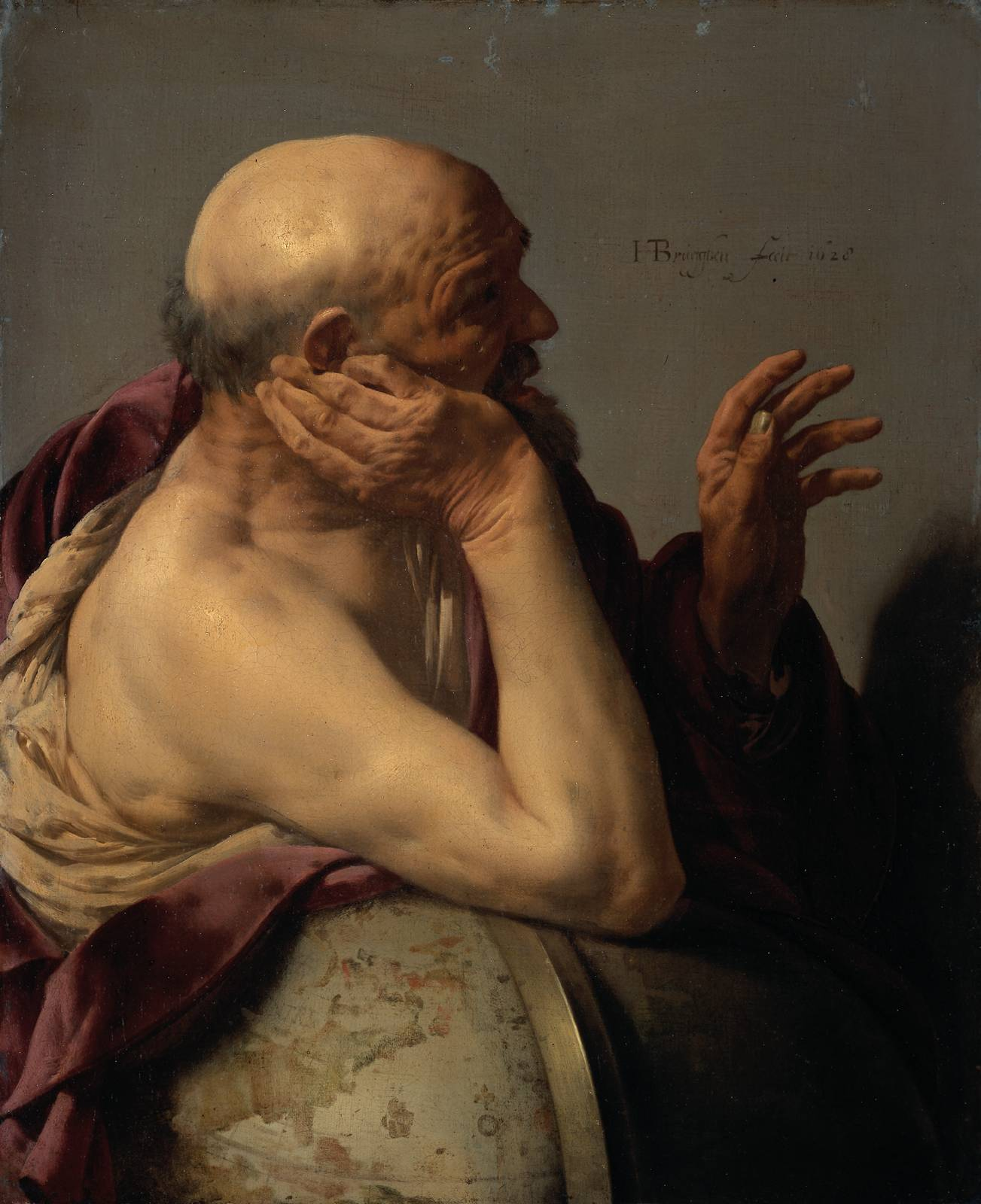
Heráclito llorando, por Hendrick ter Brugghen (1628)
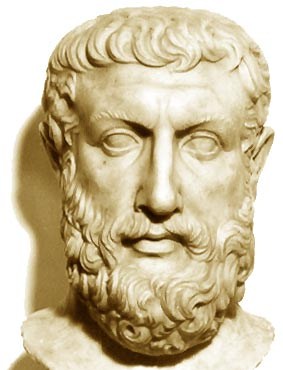
Parménides de Elea
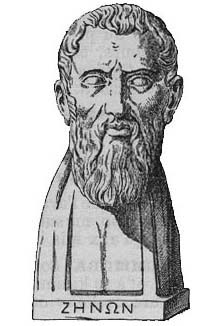
Zenón de Elea

Los presocráticos inician también una reflexión sobre la teoría del conocimiento. Constata que la razón por una parte y los sentidos por otra conducen a conclusiones contradictorias; Parménides opta por la razón y estima que solo ella puede llevar al conocimiento, debido a que nuestros sentidos nos confunden. Ellos, por ejemplo, nos enseñan que el movimiento existe, mientras que la razón nos enseña que no existe. Este ejemplo se ilustra por las célebres paradojas de su discípulo Zenón de Elea. Si Heráclito tiene una opinión opuesta en lo concerniente al movimiento, comparte la idea de que los sentidos son engañosos.

### Período socrático

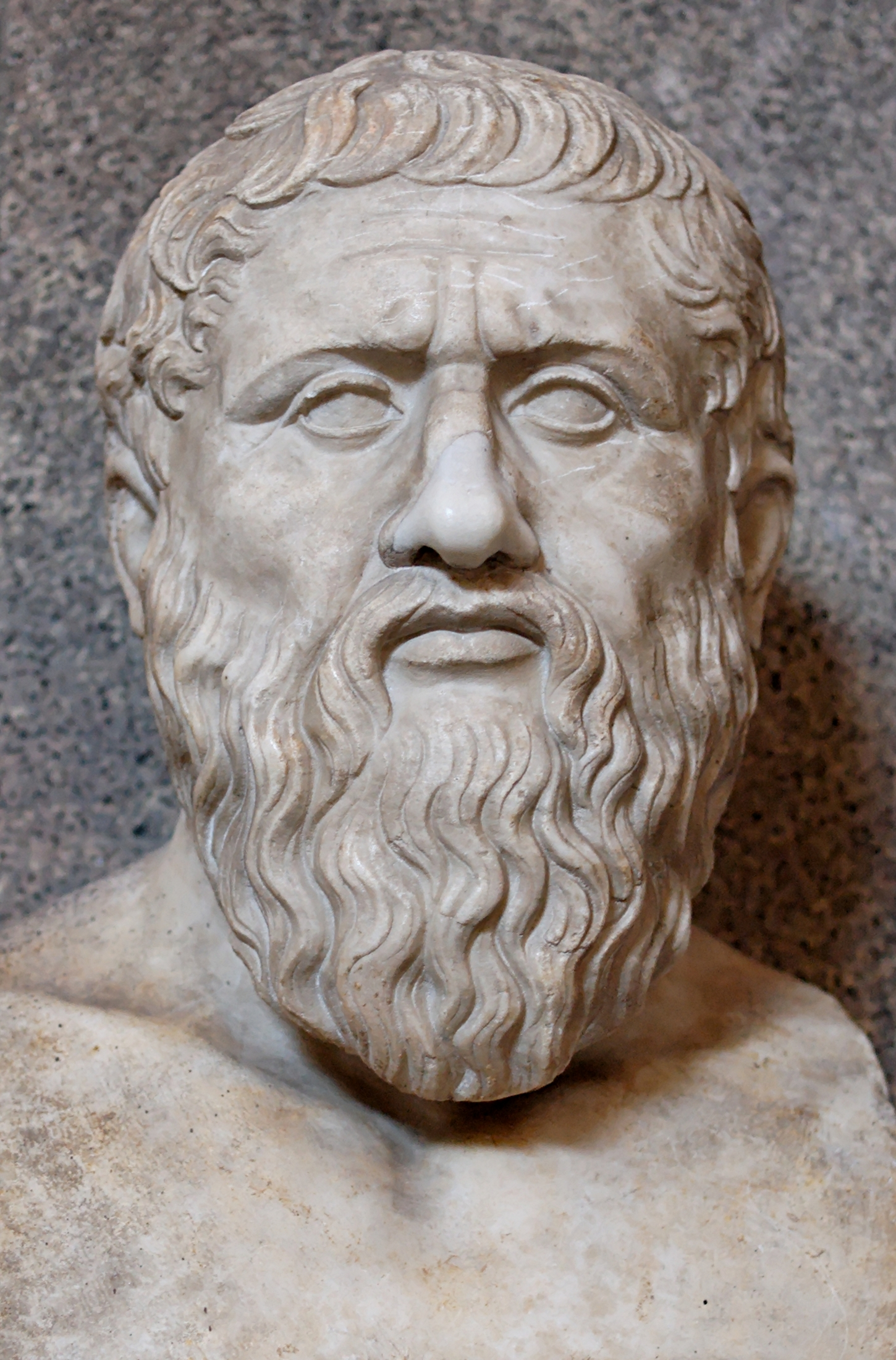
Busto de Platón.

Con Sócrates y Platón, en relación con las palabras y a los diálogos, la razón (griego antiguo λόγοσ, lógos), y el conocimiento llegan a estar íntimamente ligados. Aparece el razonamiento abstracto y construido. Para Platón, las teorías de las formas son el modelo de todo lo que es sensible, siendo lo sensible un conjunto de combinaciones geométricas de elementos. Platón abre así la vía de la matematización de fenómenos.
Las ciencias se sitúan en la vía de la filosofía, en el sentido del discurso sobre la sabiduría; por su parte, y a la inversa, la filosofía busca en las ciencias un fundamento seguro.
La utilización de la dialéctica, que es la esencia misma de la ciencia, completa entonces a la filosofía, que tiene la primicia del conocimiento discursivo (por el discurso), o διάνοια, diánoia, en griego.
Para Michel Blay "el método dialéctico es el único que, rechazando sucesivamente las hipótesis, se eleva hasta el principio mismo para asegurar sólidamente sus conclusiones". Sócrates expone los principios en el Teeteto. Para Platón, la búsqueda de la verdad y de la sabiduría (la filosofía) es indisociable de la dialéctica científica, es en efecto el sentido de la inscripción que figura en el frontón de la Academia, en Atenas: "Que ninguno entre aquí si no es geómetra".

### Período aristotélico

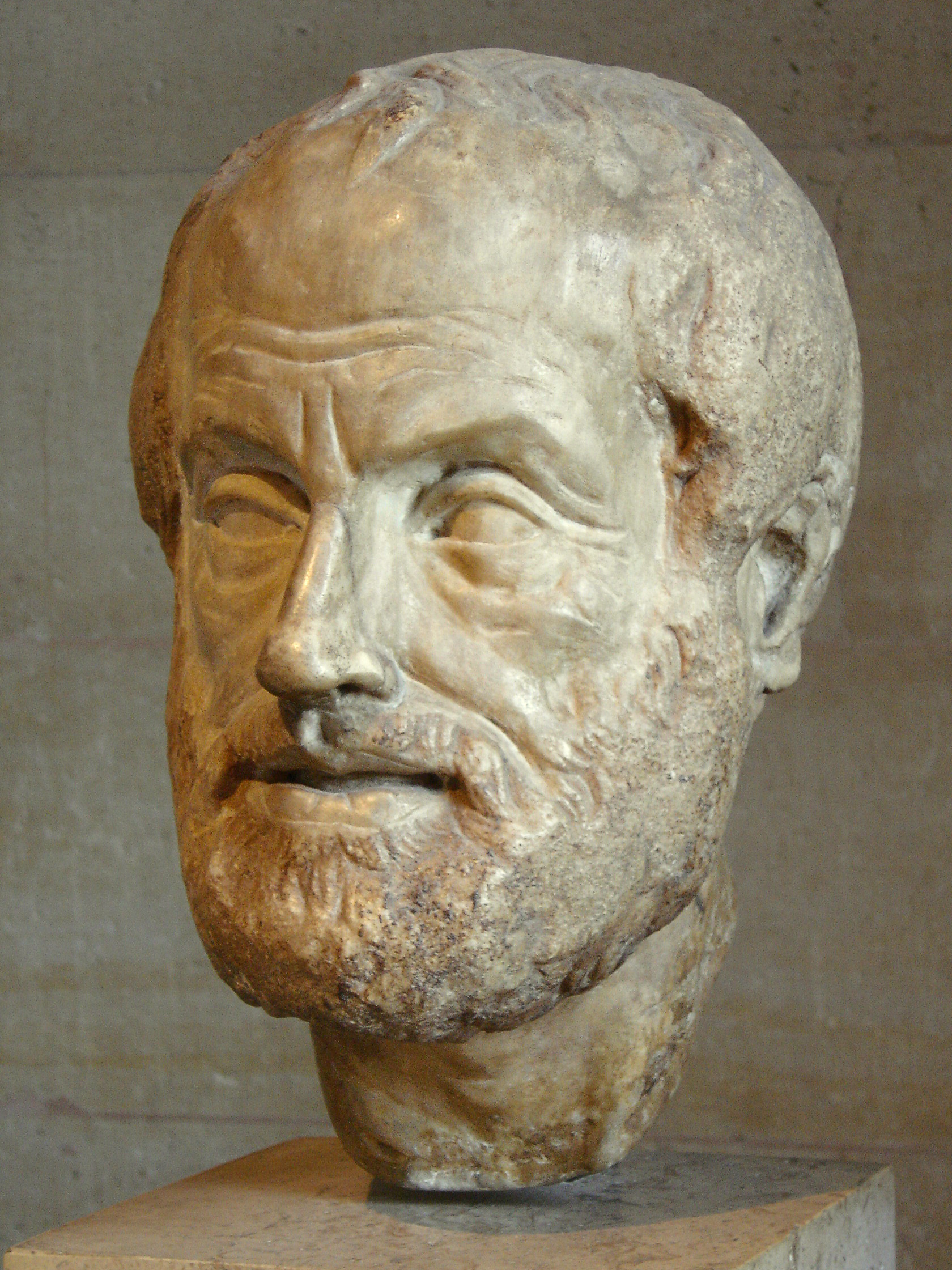
Aristóteles. Museo del Louvre.

Es sobre todo con Aristóteles, que funda la física y la zoología, cuando la ciencia adquiere un método, basado en la deducción. A él se debe la primera formulación del silogismo y del razonamiento inductivo. Las nociones de "materia", "forma", "potencia" y "acto" fueron los primeros conceptos de elaboración abstracta. Para Aristóteles, la ciencia está subordinada a la filosofía ("es una filosofía secundaria", dijo) y tiene por objeto la búsqueda de los primeros principios de las primeras causas, lo que es discurso científico llamará el causalismo y que la filosofía denomina aristotelismo.
Sin embargo, Aristóteles es el origen de un retroceso en el pensamiento en relación con ciertos presocráticos en cuanto al lugar de la Tierra en el espacio. Siguiendo a Eudoxo de Cnidos, imagina un sistema geocéntrico y considera que el cosmos es finito. Y será seguido en esto por sus sucesores en materia de astronomía, hasta Copérnico, con la única excepción de Aristarco, que propuso un sistema heliocéntrico.
Determina, por otra parte, que el vivo está ordenado según una cadena jerarquizada, pero su teoría es sobre todo fijista. Establece la existencia de los primeros principios indemostrables, antecesores de las conjeturas matemáticas y lógicas. Descompone las proposiciones en nombres y verbos, base de la ciencia lingüística.

### Periodo alejandrino

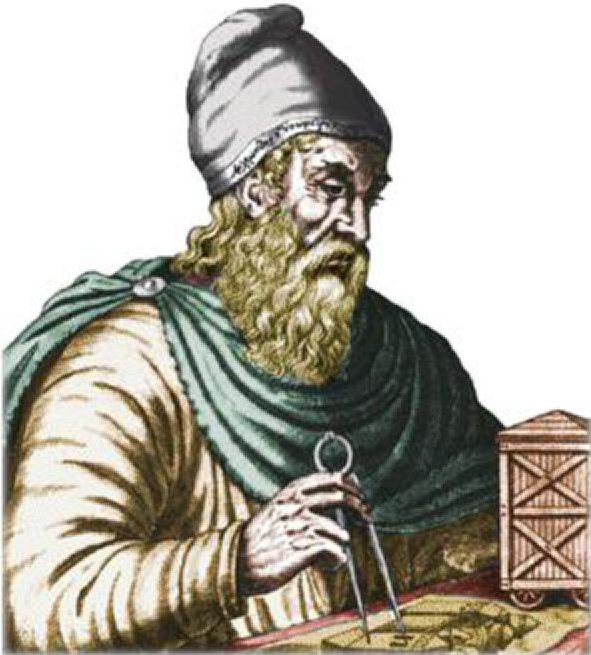
Arquímedes.

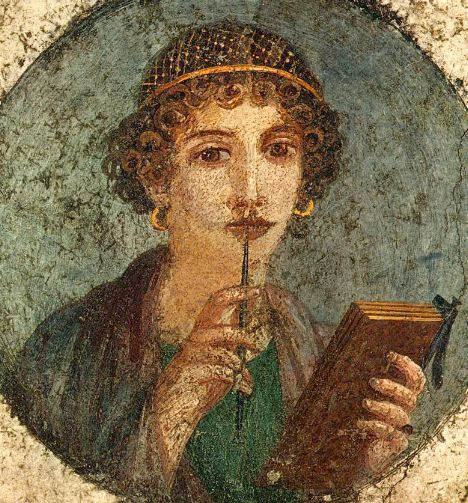
El papel de la mujer en la ciencia del periodo clásico, como en todos los aspectos de la cultura, era subordinado. No obstante, se han conservado algunos nombres femeninos, destacadamente el de Aspasia, la compañera de Pericles, muy activa en el extraoridinario grupo de intelectuales de que se reunió en la Atenas de su época (siglo de Pericles), y el de Hipatia, filósofa, matemática y astrónoma de Alejandría, asesinada por los cristianos en el año 415.

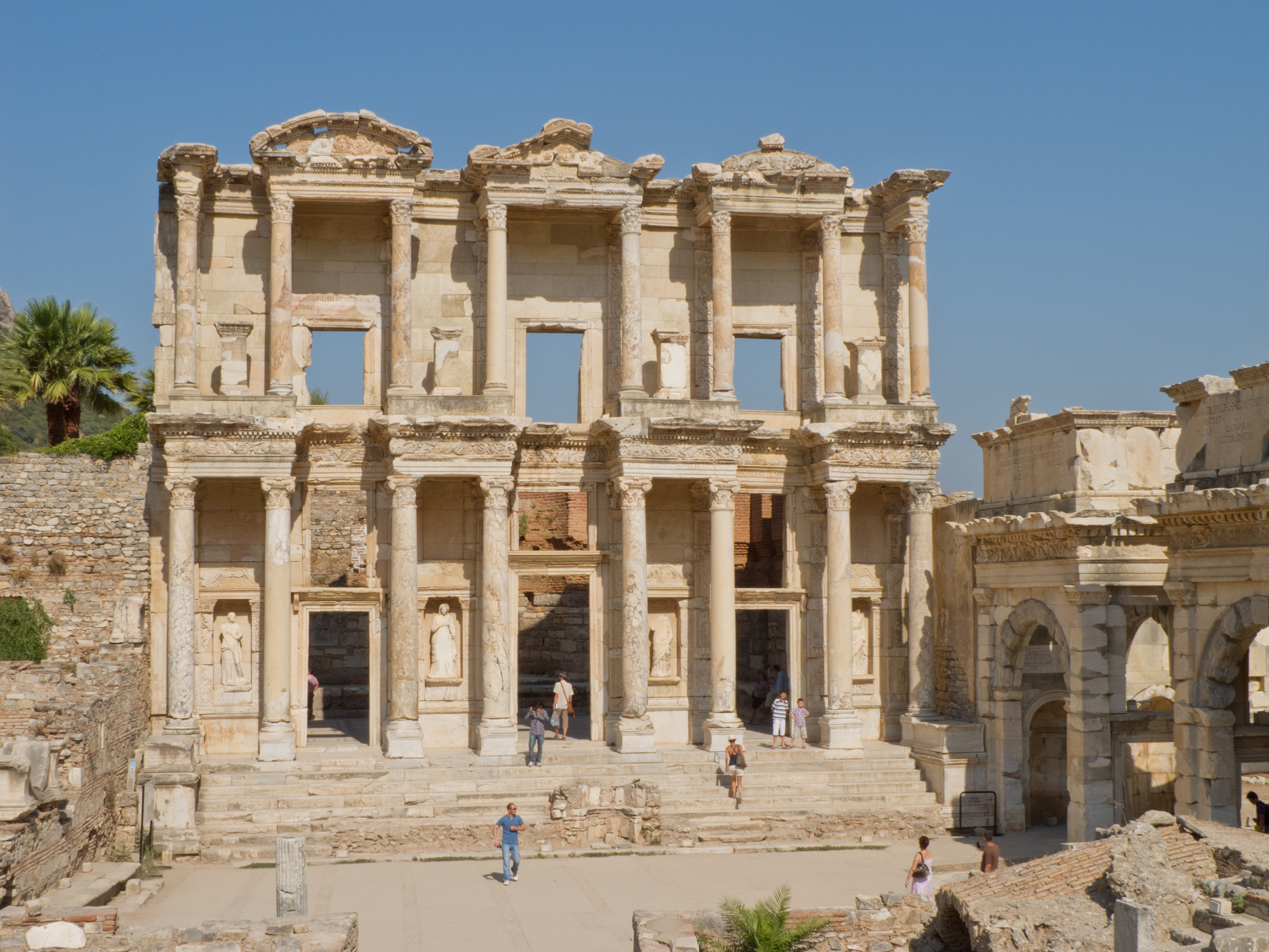
Biblioteca de Celso en Éfeso (ca. 135) Para su decoración externa se representó un conjunto iconográfico de cuatro figuras femeninas: Sofía (la sabiduría), Areté (la virtud -Virtus en latín-), Ennoia (la inteligencia) y Episteme (la ciencia o conocimiento -Scientia en latín-). Mucho más importantes fueron la Biblioteca y el Museo de Alejandría; y en Roma el Templo de la Paz de Vespasiano (75 d. C.)

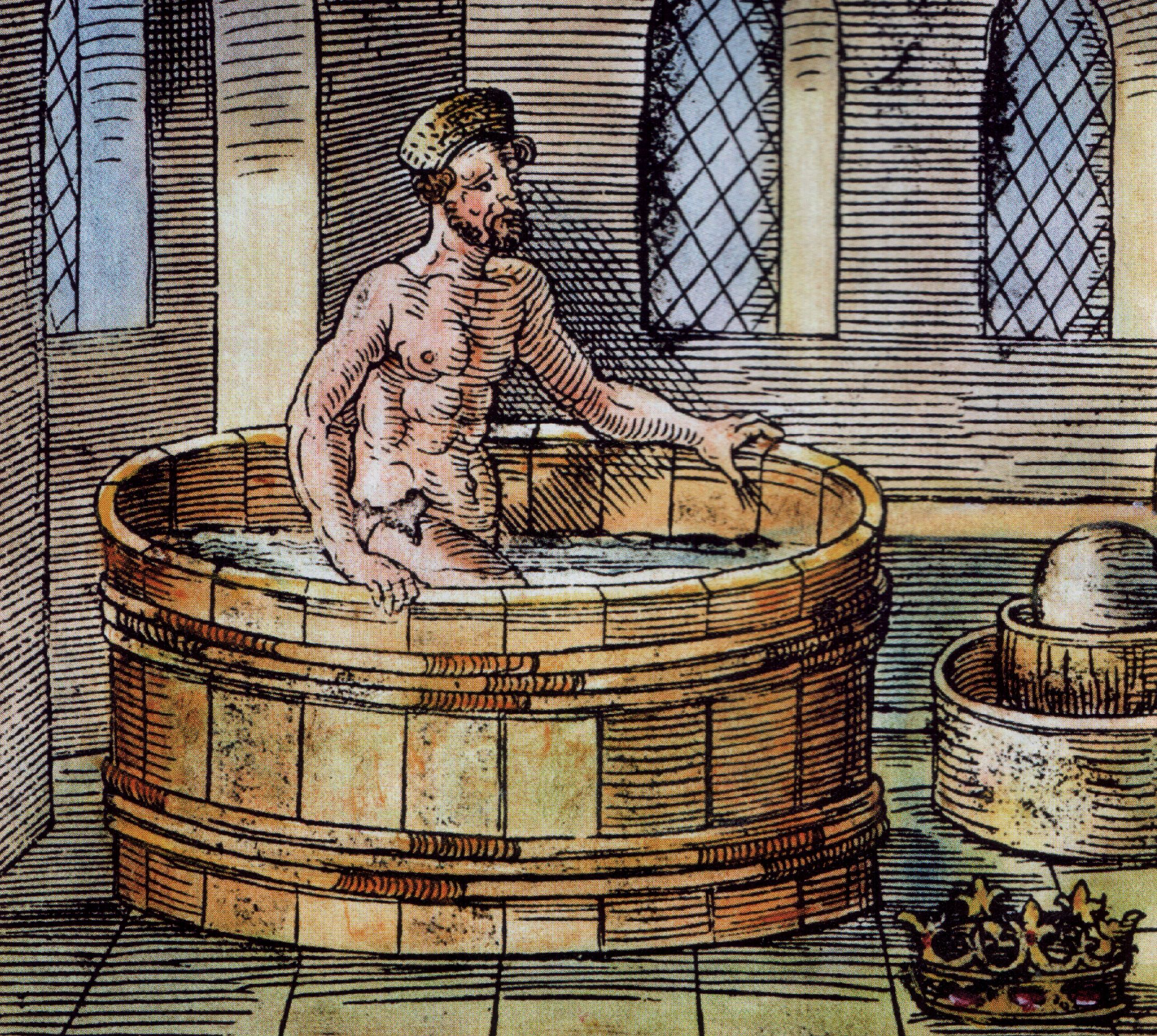
Representación moderna del famoso "baño de Arquímedes" del que salió gritando ¡Eureka! ("lo encontré") al concebir la solución de un problema (la comprobación de la pureza del metal de una corona de complejo diseño sin destruirla), que le llevó a la formulación del llamado principio de Arquímedes.

El periodo llamado alejandrino (de 323 a. C. - 30 a. C.) es el prolongamiento de la cultura griega y está marcado por progresos significativos en astronomía y en matemáticas, así como por algunos avances en física. La ciudad egipcia de Alejandría fue el centro intelectual de los sabios de la época, que eran griegos.
Los trabajos de Arquímedes (292 a. C. - 212 a. C.) sobre el impulso hidrostático (principio de Arquímedes) condujeron a la primera ley física conocida después de Eratóstenes (276 a. C. - 194 a. C.) sobre el diámetro terrestre o de Aristarco de Samos (310 a. C. - 240 a. C.) sobre las distancias Tierra-Luna y Tierra-Sol que testimoniaron un gran ingenio.
Apolonio de Perge construyó el modelo de los movimientos de los planetas con la ayuda de órbitas excéntricas. Hiparco de Nicea (194 a. C. - 120 a. C.) perfecciona los instrumentos de observación como el dioptrio, el gnomon y el astrolabio.
En álgebra y geometría, se divide el círculo en 360°, y se crea incluso el primer globo celeste (u orbe). Hiparco redacta también un tratado en 12 libros sobre el cálculo de los órdenes (denominados hoy en día trigonometría).

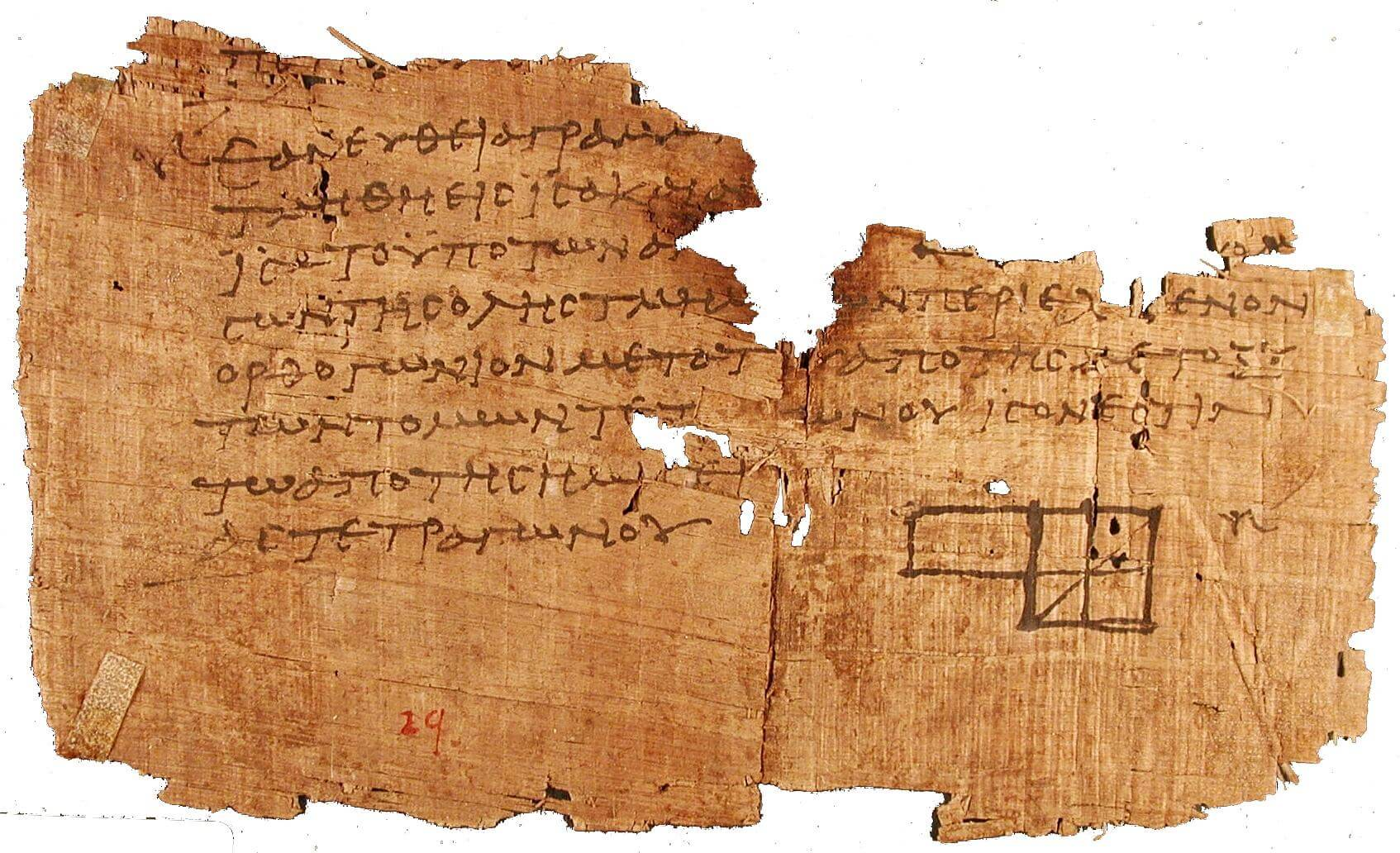
Fragmento de los Elementos de Euclides.

Euclides (325 a. C. - 265 a. C.) es el autor de los Elementos, que están considerados como uno de los textos fundadores de las matemáticas modernas.
Sus postulados, como el denominado "postulado de Euclides", que expresa que "por un punto dado de una recta pasa una, e una sola, paralela a esta recta" está en la base de la geometría sistematizada.
En astronomía, se propone una "teoría de los epiciclos" que permitirá a su vez el establecimiento de las tablas astronómicas más precisas. El conjunto se revelaría ampliamente funcional, permitiendo por ejemplo calcular por primera vez los eclipses lunares y solares.